# Scudo Tuareg

Lo scudo Tuareg è posizionato a est del cratone dell'Africa occidentale.

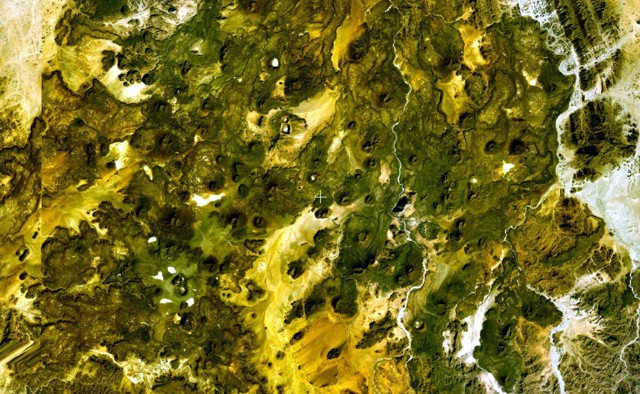
Immagine satellitare di scorie e flussi lavici della zona vulcanica dell'Ahaggar, in Algeria. La zona vulcanica si estende su un'area di 1500 km^{2}, sovrapponendosi a rocce metamorfiche e plutoniche del Precambriano nello scudo Tuareg. (Fonte: NASA Landsat)

Lo scudo Tuareg è un'area di terrane situata nell'Africa occidentale, compresa tra il cratone dell'Africa occidentale e il metacratone del Sahara. Ha una geologia complessa che riflette una serie di collisioni avvenute tra questi cratoni e altri successivi eventi.
Lo scudo, che prende il nome dalla popolazione dei Tuareg che abitano in questa zona, si estende su parte del territorio degli attuali stati dell'Algeria, Niger e Mali.

## Origini
Lo scudo Tuareg è composto principalmente da terrane dell'Archeano, del Proterozoico e del Neoproterozoico che si sono amalgamati nel corso dell'orogenesi Pan-Africana quando il cratone dell'Africa occidentale e il metacratone del Sahara entrarono in collisione.
Lo scudo si originò in un arco insulare oceanico formatosi al di sopra dei cratoni fra 900 e 680 milioni di anni fa; residui di questi eventi rimangono come strati deformati dalla spinta tettonica al di sopra di blocchi più rigidi.
Nel Mali, la cintura del Tilemsi è un complesso di archi intraoceanici che si sono formati al di sopra di una zona di subduzione inclinata verso est e che andarono in accrezione sullo scudo durante l'orogenesi Pan-Africana.
La parte occidentale dei monti dell'Ahaggar è costituita da materiale proveniente dall'oceano Pharusia, che include basalti oceanici, archi vulcanici, sedimenti e rocce sedimentarie finiti nell'oceano Pharusia e provenienti dal cratone dell'Africa occidentale e dai monti Ahaggar orientali.

## Fratturazione
Nel corso della collisione obliqua tra il cratone dell'Africa occidentale e il metacratone del Sahara, lo scudo fu lacerato in blocchi rigidi in movimento fra loro. Questi blocchi erano separati da zone di deformazione subverticali.
Una volta fratturatosi, lo scudo fu penetrato da magma vulcanici che andarono a formare le montagne dell'Ahaggar in Algeria, Adrar degli Ifoghas in Mali e il massiccio dell'Aïr in Niger.
Si ritiene che la cintura orogenetica trans-sahariana che si sviluppa lungo il margine orientale del cratone dell'Africa occidentale, sia stata prodotta dalla collisione tra il cratone e lo scudo Tuareg.

## Eventi successivi
All'inizio del Fanerozoico iniziò il processo di erosione dello scudo che nell'Ordoviciano venne ricoperto da arenarie. In epoche più recenti, tra 95 e 90 milioni di anni fa, l'area fu parzialmente sommersa da una via d'acqua che collegava il Mediterraneo con il proto-Atlantico. Dopo di allora, a partire da circa 30 milioni di anni fa, l'area si è innalzata di quasi 3000 m. Le aree più elevate consistono del basamento sopraelevatosi del Precambriano a cui si sono sovrapposte rocce vulcaniche.
L'attività vulcanica iniziò attorno a 35-30 milioni di anni fa e continua sporadicamente anche al giorno d'oggi.